# Mallada anpingensis
Mallada anpingensis is een insect uit de familie van de gaasvliegen (Chrysopidae), die tot de orde netvleugeligen (Neuroptera) behoort. 
Mallada anpingensis is voor het eerst wetenschappelijk beschreven door Esben-Petersen in 1913.